# Sara Stina Schultz
Sara Stina Schultz, död på 1790-talet i Köpenhamn, var en svensk kvinna som var föremål för ett fall av besatthet. Hennes fall tilldrog sig mycket uppmärksamhet under sin samtid. 
Sara Stina Schultz var dotter till en skomakare i Stockholm. Hon led av häftiga anfall, under vilka hon yttrade svordomar, mordhotade sin far och vägrade alla former av religiös utövning, medan hon försvarade djävulen. Hon blev placerad på Danvikens hospital, där hon vårdades av Pehr Tollesson. Schultz påstod sig vara besatt av djävulen och regelbundet träffa honom. Hon blev föremål för en uppmärksammad undersökning som sedan har skildrats, där teologiska argument för att hon var besatt av satan ställdes mot den nya medicinska vetenskapens teorier.  
Hon frigavs ur hospitalet tack vare swedenborgianernas arbete för henne, då de uppfattade henne som en person med mediala förmågor. Hon ska sedan ha fängslats i Långholmens spinnhus, anklagad för utomäktenskapligt sex. Hon fick av swedenborgianerna hjälp att bli frigiven och sedan bosätta sig i Köpenhamn, där hon ska ha avlidit på 1790-talet. 
Skillingtryck utgavs om henne. Hon är föremål för boken "Rörande skomakardottern Sara Stina Schultz, som ansetts wara af Djefwulen besatt": om en djävulsutdrivning i Fogdö 1782.